# Team Maxbo Bianchi/2006
Deze pagina geeft een overzicht van de Team Maxbo Bianchi-wielerploeg in 2006.

## Algemeen
Algemeen manager: Birger Hungerholdt
Ploegleiders: Gino van Oudehove
Fietsmerk: Bianchi

## Renners
| Naam                 | Geboortedatum | Nationaliteit | Ploeg 2005            |
| -------------------- | ------------- | ------------- | --------------------- |
| Edvald Boasson Hagen | 17-05-1987    | Noorwegen     | Neoprof               |
| Joachim Bohler       | 19-07-1980    | Noorwegen     |                       |
| Christopher Myhre    | 28-02-1983    | Noorwegen     |                       |
| Lars Petter Nordhaug | 14-05-1984    | Noorwegen     |                       |
| Gabriel Rasch        | 08-04-1976    | Noorwegen     | Team Sparebanken Vest |
| Leonard Snoeks       | 26-02-1985    | Noorwegen     |                       |
| Svein Erik Vold      | 31-10-1985    | Noorwegen     |                       |
| Frederik Wilmann     | 17-07-1985    | Noorwegen     |                       |

## Belangrijke overwinningen
| Ronde van Rhône-Alpes Isère 4e etappe: Edvald Boasson Hagen Ronde van Thüringen 1e etappe: Edvald Boasson Hagen 5e etappe: Edvald Boasson Hagen GP Möbel Alvisse Gabriel Rasch | Flèche du Sud Christopher Myhre Ringerike GP 3e etappe: Edvald Boasson Hagen eindklassement: Gabriel Rasch Noors kampioenschap op de weg, elite Lars Petter Nordhaug | Scandinavian Open Road Race Edvald Boasson Hagen Ronde van de Toekomst 2e etappe: Edvald Boasson Hagen 5e etappe: Edvald Boasson Hagen 7e etappe: Edvald Boasson Hagen |